# Мартен, Шарль-Эдуард
Шарль-Эдуард Мартен (фр. Charles-Édouard Martin; 1847—1937) — швейцарский миколог.

## Биография
Шарль-Эдуард Мартен родился 10 мая 1847 года. Учился в теологическом училище Евангельского общества в Женеве. Затем, до 1921 года, Мартен был профессором классических языков в этом училище. В 1885 году Шарль-Эдуард был назначен корректором газеты Tribune de Genève. В свободное время Мартен изучал микологию, был знаком с ботаником и микологом Робером Шода. Мартен принимал участие в образовании Микологического общества Женевы, был его первым президентом. В 1933 году Шарль-Эдуард Мартен стал почётным доктором наук Университета Женевы. Шарль-Эдуард Мартен скончался 13 февраля 1937 года.

## Некоторые научные работы
- Martin, Ch.-É. (1894). «Contribution à la flore mycologique Suisse». Bulletin des Travaux de la Société Botanique de Genève 7: 171—198.
- Martin, Ch.-É. (1899). «Contribution à la flore mycologique Suisse». Bulletin des Travaux de la Société Botanique de Genève 9: 52—117.
- Martin, Ch.-É. (1903). Le 'Boletus subtomentosus' de la région genevoise. 39 + ix p., 18 pl.
- Martin, Ch.-É. (1905). «Contribution à la flore mycologique Suisse». Bulletin de la Société Botanique de Genève 11: 110—130.
- Martin, Ch.-É. (1919). Cataloque systématique des Basidiomycètes de la Suisse romande. 47 p.